# Madero Center
Madero Center es un complejo de edificios de oficinas y residenciales que se encuentra en Juana Manso 555 del barrio de Puerto Madero, Buenos Aires. Fue terminado en 2008.

## Historia
El proyecto fue diseñado por el estudio de arquitectura Dujovne-Hirsch y Asociados, desarrollado por las firmas Tishman Speyer Urban Yard S.R.L. y Kineret S.A., y financiado por el Banco Macro; su construcción duró más de tres años.El proyecto ha sido diseñado contemplando los estándares LEED y las normas internacionales de construcción sostenible. Entre dichas características se encuentran:
Paneles solares para agua caliente.
Recuperación de agua de condensado de aire acondicionado y de lluvia para riego y limpieza.

## Descripción
Se trata de un complejo de cuatro edificios que ocupan una manzana entera, dejando un amplio patio interior. Madero Center tiene tres edificios residenciales (con departamentos que van desde los 105 a 690 metros cuadrados) y uno de oficinas: el que mira a la Avenida Juana Manso. En el centro de la manzana se encuentra un lugar destinado a los amenities y servicios, que son de primera calidad. En la planta baja, sobre las calles Pierina Dealessi, Trinidad Guevara y Macacha Güemes, posee locales comerciales.

## Arquitectura
El estilo de las construcciones es contemporáneo y sobrio; el bloque de oficinas posee fachadas totalmente vidriadas con unas losas irregulares que sobresalen en diagonal a modo de  parasoles horizontales; y los bloques residenciales intercalan planos vidriados y ciegos con ventanas cuadradas y balcones corridos.